# Anna Stanhope

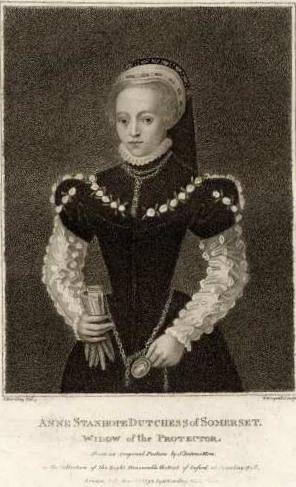
Anne Stanhope

Anna Stanhope (ur. ok. 1497, zm. 16 kwietnia 1587) – angielska arystokratka.
Jej rodzicami byli Sir Edward Stanhope i Elizabeth Bourchier. 9 marca 1534 r. poślubiła Edwarda Seymoura, brata Jane Seymour, trzeciej żony Henryka VIII Tudora. Wkrótce po ślubie siostry Edwarda z królem w roku 1536 została wicehrabiną Beauchamp, w 1537 r. hrabiną Hertford, a po śmierci króla Henryka VIII w 1547 r. księżną Somerset, żoną lorda protektora Anglii. Razem z Edwardem mieli dziesięcioro dzieci:
- Edwarda Seymoura, wicehrabiego Beauchamp (jego matką chrzestną była królowa Jane Seymour, zmarł w dzieciństwie)
- Edwarda Seymoura, 1 hrabiego Hertford
- Lorda Henryka Seymoura
- Lady Margaret Seymour
- Lady Jane Seymour
- Lady Anne Seymour
- Lady Catherine Seymour
- Lorda Thomasa Seymoura
- Lady Mary Seymour
- Lady Elizabeth Seymour

Po śmierci męża w 1552 r. wyszła ponownie za mąż za Francisa Newdigate z Hanworth. Zmarła w dniu 16 kwietnia 1587 r. i została pochowana w Westminster Abbey.